# Ecnomus viganus
Ecnomus viganus är en nattsländeart som beskrevs av Longinos Navás 1923. 
Ecnomus viganus ingår i släktet Ecnomus och familjen trattnattsländor. Inga underarter finns listade i Catalogue of Life.